# Zamia decumbens
Zamia decumbens là một loài thực vật hạt trần trong họ Zamiaceae. Loài này được Calonje, Meerman, M.P.Griff. & Hoese mô tả khoa học đầu tiên năm 2009.